# Jean-Luc De Meyer
Pour les articles homonymes, voir De Meyer.
Jean-Luc De Meyer est un auteur, parolier et interprète belge, né le 18 novembre 1957.

## Biographie
Il est actif depuis le début des années 1980 dans plusieurs groupes de musique électronique, dont le plus célèbre est Front 242 qu'il a intégré quelques mois après sa création, en 1981, en même temps que Patrick Codenys avec lequel il travaillait déjà précédemment dans le projet Underviewer.
Au milieu des années 90, pendant les quatre années sabbatiques de Front 242, il fonde successivement C-Tec (avec Marc Heal) et Cobalt 60 (avec Dominique Lallement); chacun de ces groupes sortira deux albums et se produira en Europe (avec deux tournées US pour C-Tec). Après avoir longtemps défendu la musique électronique « pure et dure », il s'ouvre progressivement à la poésie et la littérature en intégrant dans ses projets des poèmes, d'abord en anglais, de Dorothy Parker et Thomas Hardy, avant de se tourner vers l'utilisation du français en rejoignant Jean-Marc Mélot dans le groupe 
Modern Cubism, alliant musique électronique et textes de grands poètes, et où il chante des textes de Charles Baudelaire et de Norge. Il fait aussi partie de 32Crash (avec Len Lemeire et Jan D'Hooghe d'Implant), groupe inspiré de la science-fiction, qui illustre la vie sur et autour de la planète Terre dans un siècle.
Amateur de poésie, grand admirateur de Georges Perec, adepte des contraintes de langage popularisées par l'Oulipo, il fréquente divers ateliers d'écriture, puis en organise lui-même, anime des conférences et publie en 2008 son premier livre en français, un recueil oulipien intitulé Tous Contraints (éditions Maelström, Belgique). Il est membre occasionnel du collectif international "La Troupe poétique nomade" et interprète régulièrement ses écrits en français lors de manifestations culturelles et littéraires, sous son nom propre ou dans le duo "Les Oiseaux Moqueurs" qui réactualise/parodie les comiques-troupiers du début du XXe siècle.

## Discographie express
- Avec Front 242 : albums Geography (1982), No Comment (1984), Official Version (1987), Front by Front (1989), Tyranny for You (1991), Up Evil (1993), Pulse (2003), et de nombreux albums live.
- Avec Cobalt 60 : albums Elemental (1996) et Twelve (1998).
- Avec C-Tec : albums The Cyber-Tec Project (1995), Darker (1997) et Cut (2000).
- Avec 32Crash : album Weird News from an Uncertain Future (2007), Y2112Y (et remix AD MMCXII) (2012).
- Avec Modern Cubism : album Les Plaintes d'un Icare (2008), Live Complaints (2009) (ces deux albums ont été réédités en un seul, sous le titre Ravivé, en 2014), Tout le firmament autour (2012).
- Avec Underviewer : album "Wonders & Monsters" (2016)

## Apparitions avec d'autres groupes en tant qu'invité
- Avec Bigod20 (GER) - The Bog (sur l'EP eponyme), 1991
- Avec Birmingham 6 (DEN) - 6 morceaux sur l'album Error of Judgement, 1996
- Avec Cruise Ctrl (BEL) - Man on the Planet (sur l'album I heard it!), 2008
- Avec Front Line Assembly (CAN) - Future Fail (sur l'album Artificial Soldier, 2007)
- Avec Glis (USA) - 2 poèmes de Baudelaire, l'un en anglais et l'autre en français, sur l'album Nemesis, 2005)
- Avec Haujobb (GER) - We must wait (single + video, 2014)
- Avec Implant (BEL) - The Creature (+ video, sur l'album Audio Blender, 2007) et The Dive (sur l'album Implantology, 2009)
- Avec Punish Yourself (FRA) - Voodoo Virus (sur l'album Gore Baby Gore, 2006)
- Avec Psy'Aviah (BEL) - Ophélie (poème d'Arthur Rimbaud, sur l'album Eclectric, 2010)
- Avec Sebastian R. Komor (NOR) - Reprise de John the Revelator de Depeche Mode (sur l'album Tribute to Depeche Mode, Alfa-matrix, 2009)
- Avec Suicide Commando (BEL) - The pain that you like (single, 2015)

Il est également monté sur scène avec la plupart de ces groupes et d'autres artistes  Moby (à l'Olympia à Paris), Dive, Apoptygma Berzerk et Magenta.